# Abre os Olhos
"Abre os Olhos" é uma canção gravada pelo cantor e ator brasileiro Fiuk, lançada como o quarto single de seu álbum de estreia, intitulado Sou Eu. A faixa foi realizada para download digital no Brasil em 3 de abril de 2012.

## Alinhamento de faixas
A versão single de "Abre os Olhos", contém apenas uma faixa de dois minutos e vinte e seis segundos.
| Download digital |                 |         |  |
| N.º              | Título          | Duração |  |
| 1.               | "Abre os Olhos" | 2:26    |  |

## Paradas
| Paradas (2011)                     | Melhor posição |
| ---------------------------------- | -------------- |
| Brasil (Billboard Hot 100 Airplay) | 75             |

## Histórico de lançamento
| País   | Data               | Gravadora    | Formato          |
| ------ | ------------------ | ------------ | ---------------- |
| Brasil | 3 de abril de 2012 | Warner Music | Download digital |